# Torlaco da Islândia
São Torlaco Thorhallsson (em nórdico antigo: Þorlákr Thorhallsson; em islandês:  Þorlákur Thorhallsson; 1133 — 23 de dezembro de 1193), também escrito Tórlaco ou Thorlak, é o padroeiro da Islândia. Nascido em Fljótshlíð, na Islândia, foi bispo de Skálholt de 1178 até sua morte.
De família aristocrática, Torlaco foi ordenado diácono antes de completar quinze anos, tornando-se padre aos dezoito. Estudou em Paris e, possivelmente, em Lincoln (1153-1159).
Voltando à Islândia, em 1161, Torlaco fundou um mosteiro da Ordem dos Cônegos Regulares em Þykkvibær, após se recusar a casar com uma viúva rica. Lá, ele se dedicou a uma vida estritamente religiosa, recusando-se a casar (muitos outros sacerdotes islandeses eram casados), e dedicando-se a recitar o Pai Nosso, o Credo apostólico, um hino, bem como o Salmo 50. 

## Episcopado
Foi ordenado bispo por Agostinho de Nidaros em 1178 e trabalhou para implementar a Regra de Santo Agostinho na Islândia, bem como alterações no estilo de vida do clero do país. 

## Missa de São Torlaco
A Missa de São Torlaco (em islandês:  Þorláksmessa) é celebrada no dia de sua morte, 23 de dezembro.
É considerado o último dia de preparativos antes do Natal. Portanto, no dia de São Torlaco, as casas são limpas e os preparativos para a ceia de Natal estão começando. A maioria das pessoas em Reykjavík vão à cidade para conhecer outras pessoas e fazer as últimas compras antes do Natal. Na Islândia ocidental, era costume comer carne de arraias neste dia; esse costume se espalhou por toda a Islândia. A arraia é geralmente servida com purê de batatas, acompanhados por Brennivín.

## Santo
As relíquias de Torlaco foram transladadas para a catedral de Skálholt em 1198, não muito tempo depois de seu sucessor como bispo, Páll Jónsson, anunciar no Althingi que os fiéis poderiam fazer promessas a Torlaco. Seu status como um santo não recebeu o reconhecimento oficial da Igreja Católica até 14 de janeiro de 1984, quando João Paulo II o canonizou e declarou santo padroeiro da Islândia. Sua vida e dezenas de seus milagres são descritos com muitos detalhes na saga islandesa  Þorláks saga Helga (Saga de São Torlaco), republicada em islandês, por ocasião da visita de João Paulo II à Islândia em 1989.